# Barbara Hedlerin
Barbara Hedlerin (Geburts- und Todesdatum unbekannt, aus Weißenbronn bei Heilsbronn) wurde 1592 zur Zeit der Hexenverfolgungen in einem Hexenprozess im Markgraftum Brandenburg-Ansbach angeklagt.
Sie war verdächtigt worden, eine Hostie während des Abendmahls wieder aus dem Mund genommen und in ihren Schleier gewickelt zu haben, um sie anschließend zusammen mit ihrem Teufelsbuhlen zu missbrauchen. Trotz strenger Bedrohung durch den Henker gestand sie anscheinend nichts.
In einer Bittschrift an den Markgrafen Georg Friedrich beklagte sich ihr Mann, der Bäcker Sebastian Hedler, dass seine Ehefrau ungerechtfertigt beschuldigt worden sei. Er verlangte, dass sie wegen der „Ehrabschneidung und höchsten Lebensgefahr“ rehabilitiert werden solle. Außerdem sollten ihm die vielfältigen Gerichtskosten wieder erstattet werden. Das sollte schriftlich und urkundlich festgemacht werden. Denn abgesehen von der Schande, dem Spott und der Schmach, die der Prozess über sein unschuldiges Weib gebracht habe, fühlten auch er und die Seinen sich an „Brot, Ehre und Recht beeinträchtigt.“
Ob Barbara Hedlerin wirklich rehabilitiert wurde, ist aus den Archivalien nicht zu ersehen.